# Дехтяренко Артем Євгенович
Дехтяренко Артем Євгенійович (нар.2 листопада 1990 року) — журналіст, радник Міністра охорони здоров'я (1 березня — 1 вересня 2020), керівник пресслужби Служби безпеки України.

## Життєпис
Народився 2 листопада 1990 року у Чернівцях, має вищу освіту.
Почав працювати в журналістиці, а саме у виданні «Коммерсантъ-Украина», пізніше — в онлайн-виданні «Апостроф».
З 2016 по 2019 працював у пресслужбі Секретаріату Кабінету Міністрів України та Офісі прем'єр-міністра Володимира Гройсмана, де пройшов шлях від референта до заступника завідувач відділу взаємодії у сфері публічних комунікацій СКМУ.
2019 року балотувався від політичної партії «Українська стратегія Гройсмана».
Вересень 2019 — березень 2020 року, Артем Дехтяренко став радником з питань медіа, комунікації реформ та PR-менеджером міністерки соціальної політики України Юлії Соколовської. За час його роботи в Міністерстві соціальної політики розробили новий бренд та логотип відомства, запустили сторінки Міністерства в Telegram і Twitter, оновили роботу в Facebook.
Пізніше, в уряді Дениса Шмигаля, працював у Міністерстві охорони здоров'я: спочатку радником Іллі Ємця, а потім — Максима Степанова. Обіймав посаду речника відомства.
Брав участь в розробці бренду «Ukraine NOW», формуванні урядової комунікаційної стратегії «Єдиний голос».
За час його роботи в МОЗ започаткувало традицію щоденних брифінгів Максима Степанова, запустили загальнонаціональну кампанію «Підтримую лікарів», а також телеграм-канал й вайбер-спільноту «Коронавірус.інфо».
1 лютого 2021 року призначили начальником Управління взаємодії із засобами масової інформації та громадськістю, речником Служби безпеки України.
14 жовтня 2023 одружився з ведучою «24 Каналу» Анастасією Норіциною.